# Lucie Pokorná
Lucie Pokorná (* 29. září 1978 Brno) je česká politička, právnička a manažerka, v letech 2018 až 2022 zastupitelka města Brno, od roku 2014 zastupitelka a v letech 2018 až 2022 starostka městské části Brno-Žabovřesky. Do roku 2021 byla členkou hnutí ANO 2011, od roku 2022 je místopředsedkyní hnutí Vaši starostové (Vas).

## Život
Vystudovala Právnickou fakultu Masarykovy univerzity (získala titul Mgr.). Působila na Nejvyšším správním soudu ČR, kde se věnovala správnímu a finančnímu právu, a posléze v soukromém sektoru jako firemní a obchodní právnička.
Lucie Pokorná žije ve městě Brno, konkrétně v části Brno-Žabovřesky.

## Politické působení
Byla členkou hnutí ANO 2011, za něž byla v komunálních volbách v roce 2014 zvolena zastupitelkou městské části Brno-Žabovřesky, a to z pozice lídryně kandidátky. Ve volbách v roce 2018 svůj mandát obhájila, opět z pozice lídryně kandidátky. V listopadu 2018 se stala starostkou městské části Brno-Žabovřesky, ve funkci vystřídala Pavla Tyralíka. V letech 2021 až 2022 působila jako nezávislá, v roce 2022 vstoupila do hnutí Vaši starostové (Vas) a stala se jeho místopředsedkyní.
V komunálních volbách v roce 2014 kandidovala za hnutí ANO 2011 také do Zastupitelstva města Brna, ale neuspěla. Zvolena byla až ve volbách v roce 2018. Od roku 2021 je členkou zastupitelského Klubu nezávislých zastupitelů pro Brno. V krajských volbách v roce 2016 kandidovala za hnutí ANO 2011 do Zastupitelstva Jihomoravského kraje, ale neuspěla.
V komunálních volbách v roce 2022 obhajovala za hnutí Vas mandát zastupitelky města Brna, a to na kandidátce subjektu „ČSSD VAŠI STAROSTOVÉ“. Neuspěla však, stala se až šestou náhradnicí. Zároveň byla z pozice nezávislé kandidátky lídryní subjektu „Vaše starostka a ČSSD“ do Zastupitelstva městské části Brno-Žabovřesky. V tomto případě uspěla a byla znovu zvolena zastupitelkou městské části. Novým starostou městské části byl však v polovině října 2022 zvolen Filip Leder z KDU-ČSL.